# Vanilla phaeantha
Vanilla phaeantha är en orkidéart som beskrevs av Heinrich Gustav Reichenbach. Vanilla phaeantha ingår i släktet Vanilla och familjen orkidéer. Inga underarter finns listade i Catalogue of Life.